# キム・ヒョンテ
キム・ヒョンテ（金 亨泰、男性 1978年2月 - ）は、大韓民国ソウル特別市出身のキャラクターデザイナー、イラストレーター、ゲームクリエイター。中央大学芸術学部視覚デザイン学科中退。

## 略歴
学生時代は漫画家を目指していたが、大学中退後はゲームなどのキャラクターデザイナーとして活躍している。ソウル在住。妻はデザイナー、イラストレーターのKKUEM。
作品ではあおり構図で身体を部分的に強調して描くことが多く、独特の陰影を表現した塗りは高い評価を得ている。
日本のイラストレーター、村田蓮爾やカプコンのデザイナーにも影響を受けており、自宅には日本の漫画も所持している。日本語も少しなら読解できる。
作曲家のESTiとは20年来の親友。『ディスティニーチャイルド』の名付け親であり、またゲーム内BGMも彼が担当している。

## 経歴
- 1997年 鶴山文化社漫画公募展、ソウル文化社新人公募展入賞
- 1998年 パソコン用ゲームソフト「Tempest」エンディングパートイラスト担当
- 1999年
  - 株式会社SOFTMAX入社
  - 『創世記戦3（The War of Genesis III）』 - 3Dオープニングヴィジュアル・キャラクター製作、メインキャラクターデザイン担当
- 2000年 創世記戦3パート2（The War of GenesisIII Part2）』 - メインキャラクターデザイン・イラスト担当
- 2001年
  - 画集『Oxide』出版
  - 『マグナカルタ（Magnacarta）』 - 3Dキャラクター製作、メインキャラクターデザイン・イラスト担当
- 2002年 SOFTMAX開発第一チーム - キャラクターパート担当
- 2004年 
  - PS2版『マグナカルタ（Magnacarta）』発売
  - キム・ヒョンテ画集『Oxide2x』日本版発売
- 2005年
  - 月刊アルカディア3月号（No.58） - 『鉄拳5』イラスト
  - 『マグナカルタアンソロジーコミック』 BROS.COMICS EX - カバーイラスト担当
  - 小説版『マグナカルタ』上（ファミ通文庫） - カバーイラスト担当
  - ウルトラジャンプ3月号 - スペシャルミニ画集『ULTRA GRAPHICS 2004 ULTIMATE EDITION』に参加。A5サイズ・24ページ
- 2008年
  - NCSoft入社
  - 『ブレイドアンドソウル』 - アートディレクター担当
- 2014年 自分の会社、SHIFT UPを創業
- 2016年『デスティニーチャイルド』 - ディレクター・メインキャラクターデザイン担当
- 2022年『勝利の女神:NIKKE』 - メインキャラクターデザイン担当
- 2024年『Stellar Blade』 - ディレクター・メインキャラクターデザイン担当

## 作品リスト

### ゲーム
- The War of Genesis III
- マグナカルタ
- マグナカルタ2
- ブレイドアンドソウル
- デスティニーチャイルド
- 勝利の女神:NIKKE
- Stellar Blade

### イラスト集
- OXIDE
- OXIDE 2 Carta Numinous
- Oxide 2x

### 挿絵
- ばいばい、アース